# كاراني
كاراني (بالفارسية: کارانی) هي قرية تقع في قسم بيرسهراب الريفي (مقاطعة تشابهار) في إيران. يقدر عدد سكانها بـ 133 نسمة بحسب إحصاء 2016.